# جونکا

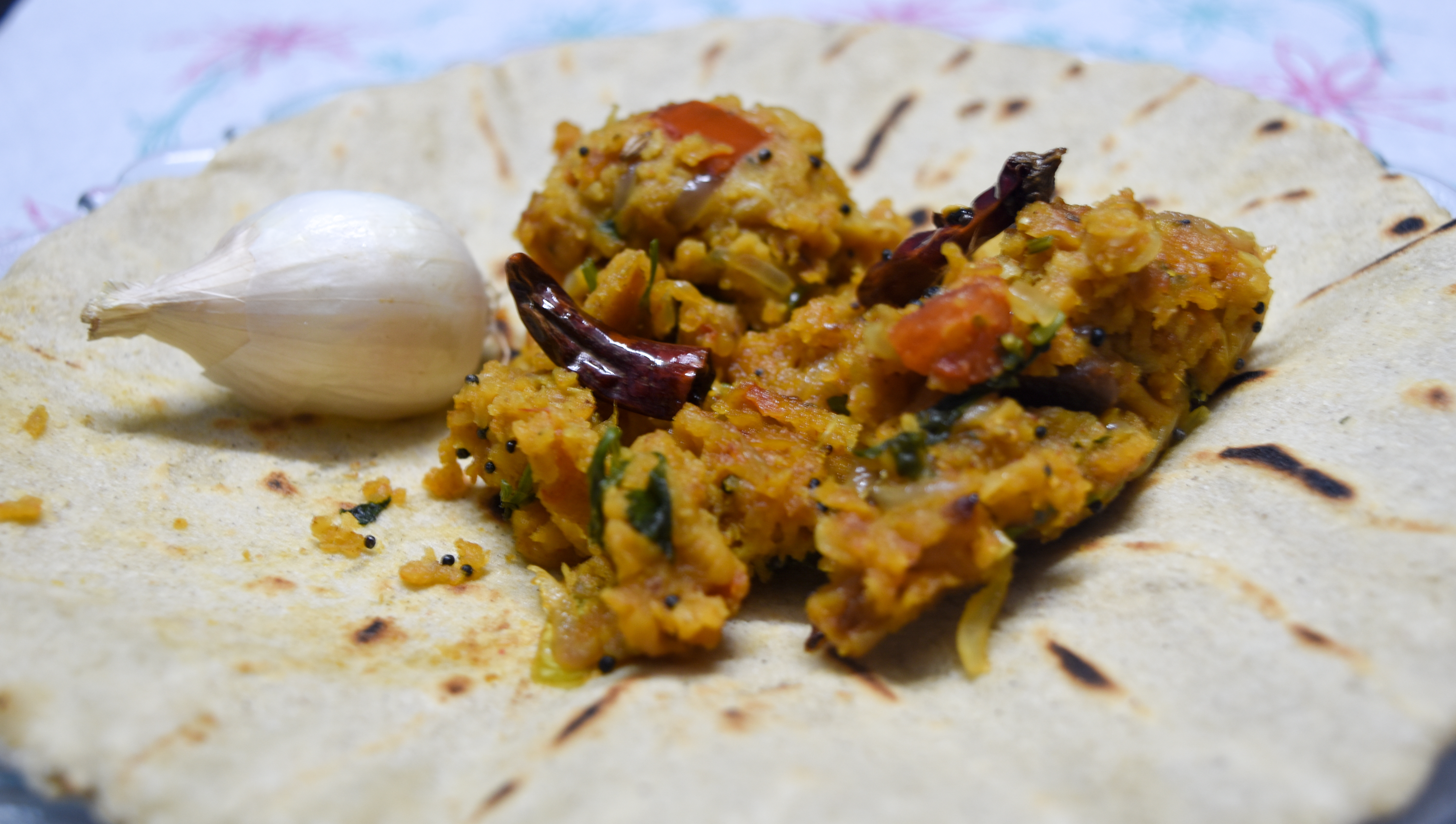

جونکا یا زونکا نوعی فرنی آرد گرمی یا کاری آرد گرمی شبیه پولنتا است. این یک غذای سنتی هندی است که در ماهاراشترا، گوا و کارناتاکای شمالی تهیه می‌شود. با نام پیتله یا پیتله نیز شناخته می‌شود.
جونکا به دلیل محتوای متعادل فیبر، پروتئین، کربوهیدرات‌ها و پتاسیم، یک غذای مغذی در نظر گرفته می‌شود.

## دستور پخت
جونکا از مخلوط کردن آرد گرم با آب برای تشکیل یک خمیر نیمه جامد به دست می‌آید. سپس در روغن با هر ترکیب دیگر مانند فلفل سبز، پودر فلفل قرمز، زردچوبه، نمک، پیاز سرخ شده، دانه خردل، زنجبیل، سیر، دانه زیره، برگ گشنیز تفت داده می‌شود. جونکا به‌طور سنتی با باکری سرو می‌شود و همچنین با روتی یا برنج خورده می‌شود.